# Movimiento Bolivariano por la Nueva Colombia
El Movimiento Bolivariano por la Nueva Colombia (MB) fue lanzado el 29 de abril de 2000 por las FARC-EP como parte de su brazo político.

## Fundación
A la reunión ocurrida dentro de la zona de distensión, en San Vicente del Caguán, asistieron todos los miembros del Secretariado de las FARC-EP, incluyendo a Manuel Marulanda y Alfonso Cano, que fue elegido su Director Nacional Cano trabajó como ideólogo del movimiento junto a Pablo Catatumbo. También asistieron algunos miembros del Estado Mayor de las FARC-EP. Se remonta a finales de 1997, cuando las FARC-EP dieron a conocer internamente lo que denominaron Manifiesto Bolivariano.

## Historia
Posteriormente se determinó que este movimiento fuese dirigido por el Partido Comunista Clandestino. Carecía de estatutos y sus miembros se denominaban 'asociados'. Se constituyó como un proyecto político de masas y de cuadros, sobre la base de la experiencia de la Unión Patriótica (Colombia), que ya sea por medio de acciones militares, de enfrentamiento con encapuchados y apoyo y participación activa en todas las acciones de manifestaciones, protestas o paros contra el gobierno.
En marzo de 2000 se dio a conocer un documento con el nombre de Carta de reunión, ʺEl pueblo no puede seguir dispersoʺ, en el que de manera breve se caracterizó la naturaleza del movimiento y se definieron sus propósitos.
Hubo gran polémica debido a imágenes y vídeos que evidenciaban la infiltración de este grupo en las universidades públicas del país.
En 2017, resultado de los Acuerdos de Paz entre el Gobierno y las FARC-EP y la Décima Conferencia Nacional Guerrillera, el Partido Comunista Clandestino Colombiano y el Movimiento Bolivariano son disueltos y se unen a la Fuerza Alternativa Revolucionaria del Común.

## Disidencias
En 2019 Jesús Santrich, Iván Márquez y otros disidentes de las FARC-EP declararon la reconstrucción de la organización y sus milicias, del Partido Comunista Clandestino, y del Movimiento Bolivariano por la nueva Colombia.